# Aydoğdu
Aydoğdu (früher Abaz) ist ein Dorf im Landkreis Tavas der türkischen Provinz Denizli. Aydoğdu liegt etwa 62 km südlich der Provinzhauptstadt Denizli und 18 km südöstlich von Tavas. Aydoğdu hatte laut der letzten Volkszählung 646 Einwohner (Stand Ende Dezember 2010).